# Esenbeckia dressleri
Esenbeckia dressleri är en tvåvingeart som beskrevs av Wilkerson och David Fairchild 1983. Esenbeckia dressleri ingår i släktet Esenbeckia och familjen bromsar.
Artens utbredningsområde är Ecuador. Inga underarter finns listade i Catalogue of Life.